# Paoliella sawa
Paoliella sawa är en insektsart. Paoliella sawa ingår i släktet Paoliella och familjen långrörsbladlöss. Inga underarter finns listade i Catalogue of Life.